# Douentza
Douentza ist eine Gemeinde in der Region Mopti in Mali und Verwaltungssitz des gleichnamigen Kreises. Sie liegt 145 km nordöstlich von Mopti entfernt an der Nationalstraße RN15 zwischen Mopti und Gao.

## Geschichte
Douentza war die Hauptstadt des früheren Fulbe-Königreichs namens Haayre. Seit mindestens dem 17. Jahrhundert war die Gegend von Tuareg und Fulbe-Gruppen umkämpft bis mit der Ausbreitung des Massina-Reichs in der ersten Hälfte des 19. Jahrhunderts die Fulbe und Tukulor die herrschende Volksgruppe wurden.
Die Franzosen kamen in der letzten Dekade des 19. Jahrhunderts nach Douentza und assimilierten die vorherrschenden politischen Strukturen  über eine indirekte Herrschaft.
Heute leben in Douentza und seiner Umgebung mehrheitlich Fulbe sowie Tuareg, Nachfahren früherer Tuareg-Sklaven, Bambara und anderen Ethnien. Speziell in der Stadt Douentza stammen viele Bewohner von früheren Riimaybe-Sklaven ab.
Am 5. April 2012 wurde Douentza von den Tuareg-Rebellen der nationalen Bewegung für die Befreiung des Azawad (MNLA) erobert. Die MNLA beendete die Offensive und erklärte die Stadt als „Grenze“ des neuen Staats Azawad. Am folgenden Tag wurde offiziell die Unabhängigkeit des Azawad von Mali erklärt. Am 1. September 2012 übernahm die Islamistengruppe Bewegung für Einheit und Dschihad in Westafrika die Stadt.
Im Januar 2013 wurde Douentza von der malischen Armee und Soldaten aus Frankreich im Rahmen der Opération Serval zurückerobert.